# A.T.L.A.

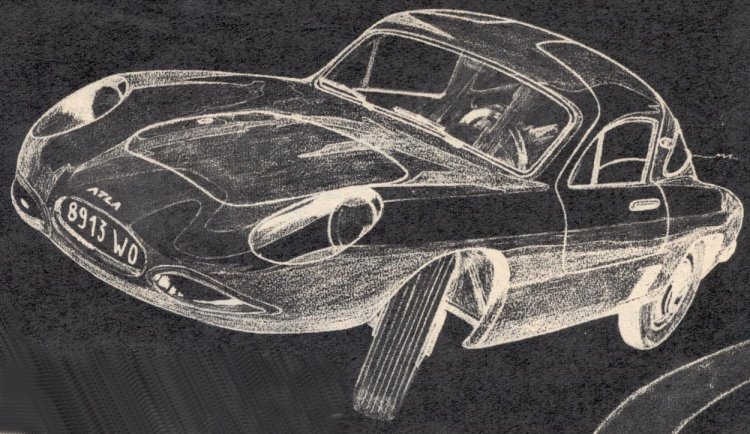
Atla

A.T.L.A. war ein französischer Hersteller von Automobilen.

## Unternehmensgeschichte
Jacques Durand gründete 1957 das Unternehmen in Garches. Ihm zur Seite standen Charles Cusson, der das Fahrgestell entwarf, und Jean Schwab, der für den Vertrieb zuständig war. 1958 begann die Produktion von Automobilen. Der Markenname lautete Atla. Die Fahrzeuge waren sowohl komplett als auch als Bausatz erhältlich. 1960 endete die Produktion. Insgesamt entstanden 27 Fahrzeuge.

## Fahrzeuge
Im Angebot standen die Modelle 750 und 850. Das waren kleine Sportwagen. Die Besonderheit des kleinen Coupés waren die Kunststoffkarosserie und die Flügeltüren. Bei einem Radstand von 220 cm und einer Spurbreite von 125 cm war das Fahrzeug 385 cm lang, 150 cm breit und 125 cm hoch. Das Leergewicht betrug je nach Motor 495 kg bis 510 kg. Die Komplettfahrzeuge kosteten 1958 in Abhängigkeit vom Motor zwischen 860.000 Französische Franc und 950.000 Franc.
21 Fahrzeuge erhielten Vierzylindermotoren von Renault mit wahlweise 750 cm³ oder 850 cm³ Hubraum. Der Motor war im Heck montiert und trieb die Hinterachse an.
In 6 Fahrzeugen war ein Zweizylindermotor von Panhard mit 850 cm³ Hubraum montiert. Diese Modelle verfügten über Frontmotor und Frontantrieb.